# بلک‌تورن
بلک تورن (به انگلیسی: Blackthorn) فیلمی در ژانر وسترن است که در سال ۲۰۱۱ و به کارگردانی ماتئو خیل و براساس فیلمنامه میگوئل باروس ساخته شده است. بازیگرانی چون سام شپرد به نقش بوچ کسیدی (یا جیمز بلک‌ترون)، ادواردو نوریه‌گا به نقش ادواردو آپوداکا و استفان ریا به نقش مکنلی در این فیلم به ایفای نقش پرداخته‌اند. فیلم داستان تخیلی زندگی پیرمردی به نام بوچ کسیدی که پس از گذشت ۲۰ سال از ناپدید شدن ناگهانی اش، با نام مبدل جیمز بلک‌تورن در روستایی دورافتاده در کشور بولیوی زندگی می‌کند. این فیلم در ابتدای امر در تاریخ ۲ سپتامبر ۲۰۱۱ بر روی آی‌تیونز منتشر شد، اما نسخه نمایشی فیلم در تاریخ ۷ اکتبر ۲۰۱۱ در ایالات متحده آمریکا منتشر گشت.